# Инцидент със сваляне на EC-121 през 1969 г.
На 15 април 1969 г. военен самолет „Локхийд EC-121 Уорнинг Стар“ от първа ескадрила за въздушно разузнаване на Военноморските сили на Съединените американски щати е свален от севернокорейски самолет „МиГ-21“, докато изпълнява разузнавателна мисия над Японско море. Машината се разбива на 167 км от севернокорейския бряг и всички 31 американци (30 моряци и 1 морски пехотинец) на борда загиват, което представлява най-голямата загуба на един американски екипаж по време на Студената война.
Самолетът е вариант на „Локхийд Супер Констелейшън“ и е оборудван с фюзелажен радар, така че основните му задачи са да действа като патрул на далечни разстояния, да провежда електронно наблюдение и да въздейства предупредително.
Администрацията на президента Ричърд Никсън не предприема ответни мерки срещу Северна Корея освен организирането на военноморска демонстрация в Японско море няколко дни по-късно, която е бързо отменена. Въпреки това действията възобновяват разузнавателните полети в рамките на една седмица, за да се демонстрира, че Съединените американски щати не се страхуват от действията на Северна Корея, като същевременно е избегната по-голяма конфронтация.